# 방범
방범(防犯)은 범죄를 미연에 방지하기 위한 시도이다. 범죄 예방(犯罪豫防)이라고도 한다. 범죄를 줄이고, 법을 집행하며 형사 행정을 관리하기 위해 정부가 취하는 노력에 적용된다.

## 같이 보기
- 치안
- 범죄